# Trans Val-d'Oise
Ne doit pas être confondu avec Transdev TVO, autre filiale de Transdev Île-de-France.
Trans Val d'Oise, également connue sous le sigle TransVO, est une entreprise de transport en commun située dans la région Île-de-France qui exploite des lignes de bus desservant le bassin de Gonesse. Le réseau, organisé par Île-de-France Mobilités, dessert principalement la commune de Gonesse ainsi que les communes limitrophes et, dans une moindre mesure, le département de la Seine-Saint-Denis. Le réseau est composé de neuf lignes régulières dont deux à vocation scolaire.

## Histoire
Le 14 novembre 2016, à l'occasion de la mise en service de la ligne 20, le réseau est restructuré comme suit :
- la ligne 22 est déviée par le boulevard du 19-Mars-1962 et dessert le centre hospitalier de Gonesse ;
- la ligne 23 est limitée à Fontaine Cypierre et elle prolongée du lundi au vendredi à certaines heures à la gare d'Aulnay-sous-Bois ;
- la ligne 23zi est renumérotée sous l'indice 25 ;
- la ligne 36 voit la création d'un service aux heures creuses du lundi au vendredi entre la gare de Villiers-le-Bel - Gonesse - Arnouville et l'arrêt Rond-point de Bonneuil ;
- la ligne 37 voit sa fréquence renforcée avec un bus toutes les vingt minutes. De plus, son terminus au centre hospitalier de Gonesse est reporté à l'arrêt Rond-point de Bonneuil ;
- la ligne Navette Interquartiers est supprimée en raison d'une faible fréquentation[2].

À compter du 4 septembre 2017, le réseau fait l'objet d'une deuxième restructuration comme suit :
- la ligne 20 voit ses fréquences diminuées tôt le matin et tard le soir en raison d'une faible fréquentation ;
- la ligne 22 est déviée par le centre commercial Aéroville et voit la création d'une offre en heures creuses à raison d'un bus toutes les cinquante minutes ;
- la ligne 23 est renforcée aux heures de pointe avec un bus toutes les huit minutes au lieu de dix minutes et le soir entre 20 h et 21 h avec un bus tous les quarts d'heure. Le terminus Fontaine Cypierre est reporté à l'arrêt La Malmaison. La ligne est prolongée le week-end jusqu'au centre commercial O'Parinor ;
- la ligne 24 voit ses temps de parcours ajustés afin de mieux s'adapter aux conditions de circulation ;
- la ligne 24sco voit son offre adaptée aux nouveaux horaires d'entrée et de sortie du lycée René-Cassin ;
- la ligne 36 voit ses fréquences aux heures creuses modifiées passant de trente minutes à 35 minutes afin de réaliser ses courses de manière plus efficace. De plus, l'heure de pointe du soir commence dorénavant à 15 h 30.

### Ouverture à la concurrence
Le 1er août 2023, dans le cadre de l’ouverture à la concurrence, les lignes 20, 22, 23, 24, 24sco, 25, 35, 36 et 37 sont intégrées au réseau de bus Roissy Ouest et exploitées par Keolis, par le biais d’une filiale créée pour l’occasion.

## Identité visuelle

Ancien logo du réseau TransVO

## Exploitation

### Entreprise exploitante
Le 3 mars 2011, le groupe Veolia Transport alors filiale de Veolia environnement, qui gérait l'entreprise, fusionne avec Transdev pour donner naissance à « Veolia Transdev » qui devient le no 1 privé mondial dans le secteur des transports.
Deux ans plus tard, en mars 2013, le groupe étant endetté de plusieurs millions d'euros, celui-ci adopte le nom de Transdev à la suite du désengagement de Veolia environnement, détenteur de Veolia Transport.

### Dépôt
Les véhicules ont leur centre-bus à Gonesse, situé au no 8-10 rue Berthelot. Le dépôt a également pour mission d'assurer l'entretien préventif et curatif du matériel. L'entretien curatif ou correctif a lieu quand une panne ou un dysfonctionnement est signalé par un machiniste.
À l'ouverture du TCSP Barreau de Gonesse, un nouveau dépôt ouvrira à Villepinte, derrière celui du réseau de bus TRA.